# Mühlgasse 14 (Nördlingen)

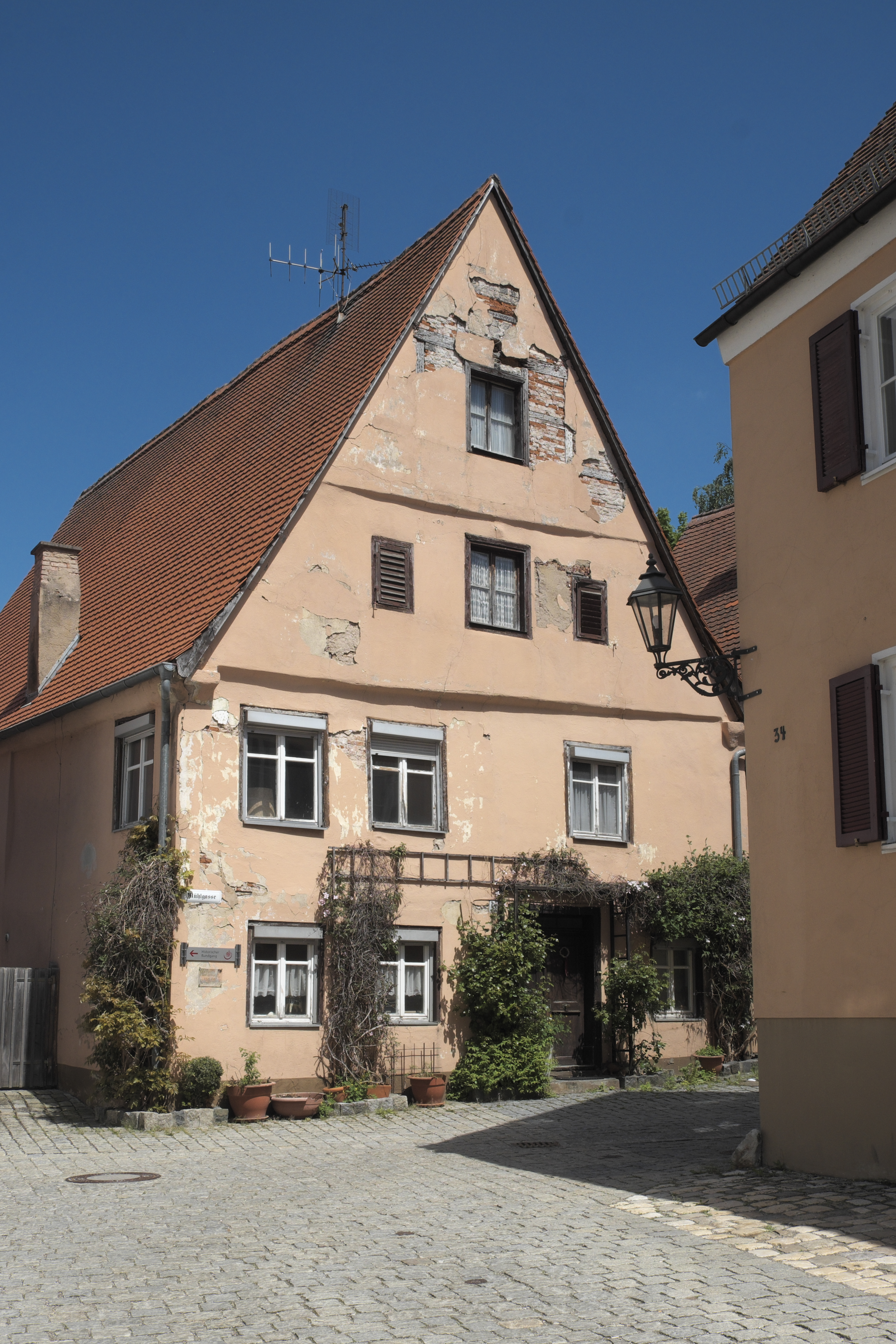
Fachwerkhaus Mühlgasse 14 in Nördlingen (2021)

Das Gebäude Mühlgasse 14 in Nördlingen, einer Stadt im schwäbischen Landkreis Donau-Ries in Bayern, wurde im Kern um 1475 errichtet und um 1700 nordwestlich erweitert. Das Fachwerkhaus ist ein geschütztes Baudenkmal.
Der zweigeschossige giebelständige Satteldachbau  ist verputzt. Der Giebel ist zweifach vorkragend. 
Das Gebäude diente lange Zeit als Werkhaus für einen Gerber, der im Haus Vordere Gerbergasse 39 wohnte.  